# Berílio-10

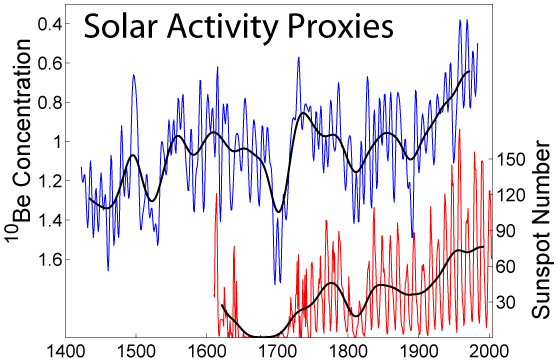
Gráfico mostrando variações na atividade solar, incluindo a variação da concentração de ^{10}Be, que varia inversamente com a atividade solar (nota-se que a escala de berílio é invertida, assim o aumento nesta escala indica níveis menores de berílio-10).

Berílio-10 (10Be) é um isótopo radioativo de berílio. É formado principalmente pela espalação de raios cósmicos de oxigênio. Tem uma meia-vida de 1.39 × 106 anos, e decai por emissão beta de boro-10 estável, com uma energia máxima de 556,2 keV. Decai através da reação 10Be->10B+e. Elementos leves na atmosfera reagem com partículas de raios cósmicos galácticos de alta energia. A espalação dos produtos da reação é a fonte de 10Be (partículas t, u como n ou p):
14N(t,5u)10Be; Examplo: 14N(n,p α)10Be
16O(t,7u)10Be
Devido à tendencia do berílio existir em soluções abaixo de cerca de 5,5 pH (e a água da chuva de muitas áreas industrializadas pode ter um pH inferior a 5), que irá dissolver-se e ser transportado à superfície da terra através da água da chuva. À medida que a precipitação se torna rapidamente mais alcalina, o berílio abandona a solução. Cosmogênicos 10Be, assim, acumulam-se na superfície do solo, em que a sua semi-vida relativamente longa (1.387 milhões de anos) permite um longo tempo de residência antes de decair para 10B.
10Be e seu "produto filho" foram utilizados para examinar a erosão, formação do solo de regolito, o desenvolvimento de solos lateríticos e a idade dos núcleos de gelo. Também é formado nas explosões nucleares por uma reação de nêutrons rápidos com 13C no dióxido de carbono no ar, e é um dos indicadores históricos de atividade anterior em locais de testes nucleares.